# Claudio Marangoni
Claudio Oscar Marangoni (ur. 17 listopada 1954 w Rosario) – argentyński piłkarz występujący na pozycji defensywnego pomocnika, w trakcie swojej kariery grał w Argentynie i Anglii. Reprezentant Argentyny.

## Kariera piłkarska
Marangoni swoją karierę zaczął w 1974 roku z Cahcarita Juniors, by po 2 latach, w 1976 dołączyć do San Lorenzo de Almagro. W 1979 roku Marangoni przeszedł do angielskiego Sunderlandu, jednak nie potrafił zaaklimatyzować się na wyspach, czego konsekwencją było rozwiązanie umowy w 1980 i powrót do Argentyny. Po powrocie Marangoni jeden sezon rozegrał w Huracán a następnie w 1982 przeniósł się do Independiente. Z zespołem z Avellaneda wygrał trzy tytuły: Campeonato Metropolitano w 1983 oraz Copa Libertadores i Puchar Interkontynentalny w 1984 roku. W 1988 opuścił Independiente by dołączyć do zespołu Boca Juniors, z którym zdobył kolejne dwa międzynarodowe trofea, Supercopa Sudamericana w 1989 i Recopa Sudamericana w 1990. Marangoni uplasował się na szóstym miejscu w rankingu najlepszych piłkarzy 1988 roku pochodzących z Ameryki Południowej według wenezuelskiej gazety El Mundo.

## Po zakończeniu kariery
Po zakończeniu kariery Marangoni założył Escuela Modelo de Futbol y Deportes, pierwszą w historii argentyńską szkółkę piłkarską i akademię wychowania fizycznego dla dzieci i młodzieży w wieku od 3-15 lat. Podstawą działalności instytucji jest pomoc najuboższym dzieciom w drodze m.in. oferowania bezpłatnego szkolenia. Od momentu założenia szkółki w Argentynie, jej działalność została rozszerzona na inne kraje, takie jak Chile i Hiszpania.

## Osiągnięcia
Independiente
- Primera División Argentina: 1983
- Copa Libertadores: 1984
- Puchar Interkontynentalny: 1984

Boca Juniors
- Supercopa Sudamericana: 1989
- Recopa Sudamericana: 1990